# Persoonia levis
Espèce
Classification phylogénétique
Persoonia levis est une espèce de plantes à fleurs de la famille des Proteaceae. C'est un buisson originaire de la Nouvelle-Galles du Sud dans l'est de l'Australie.

## Galerie

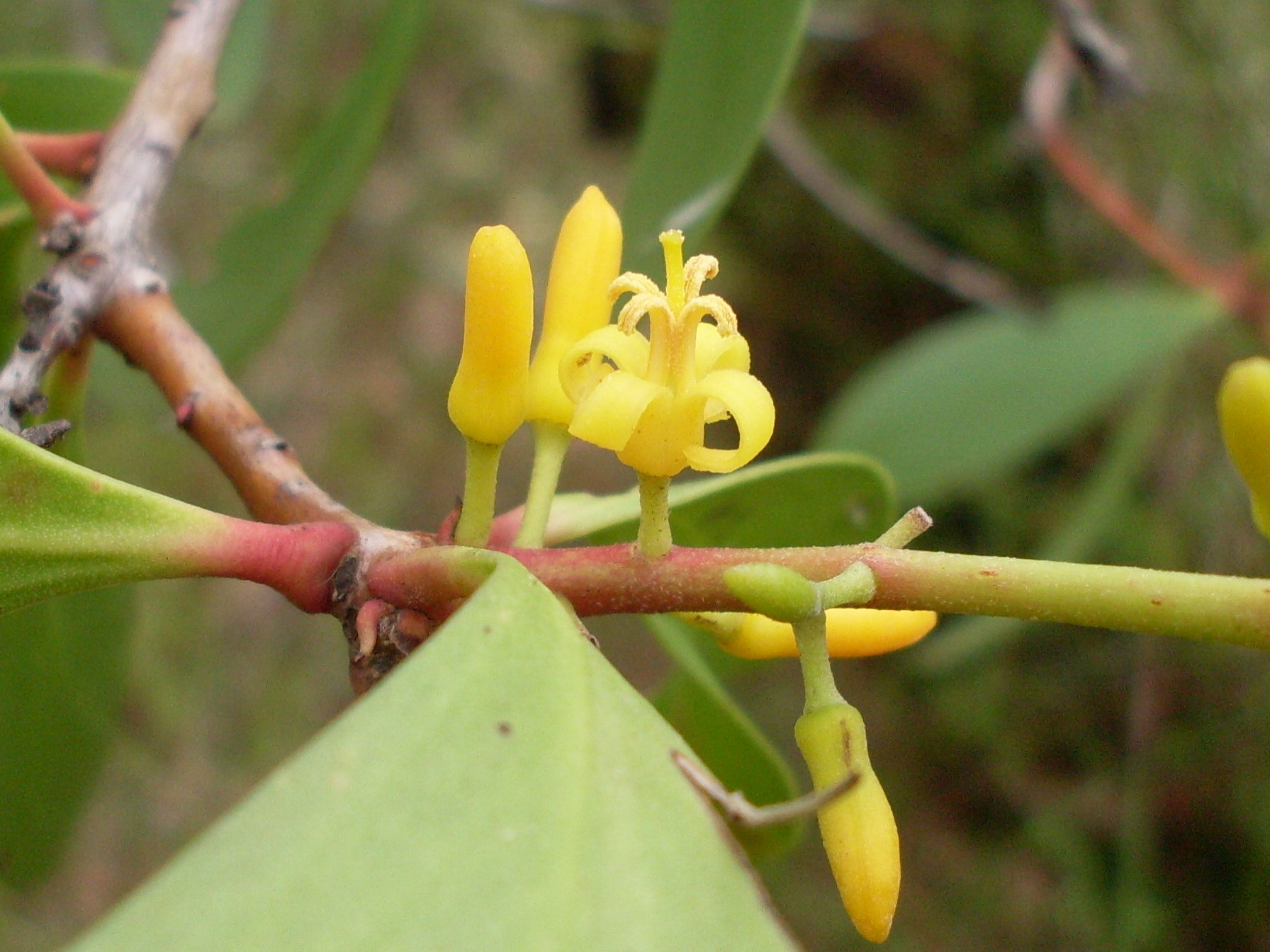
Fleurs.
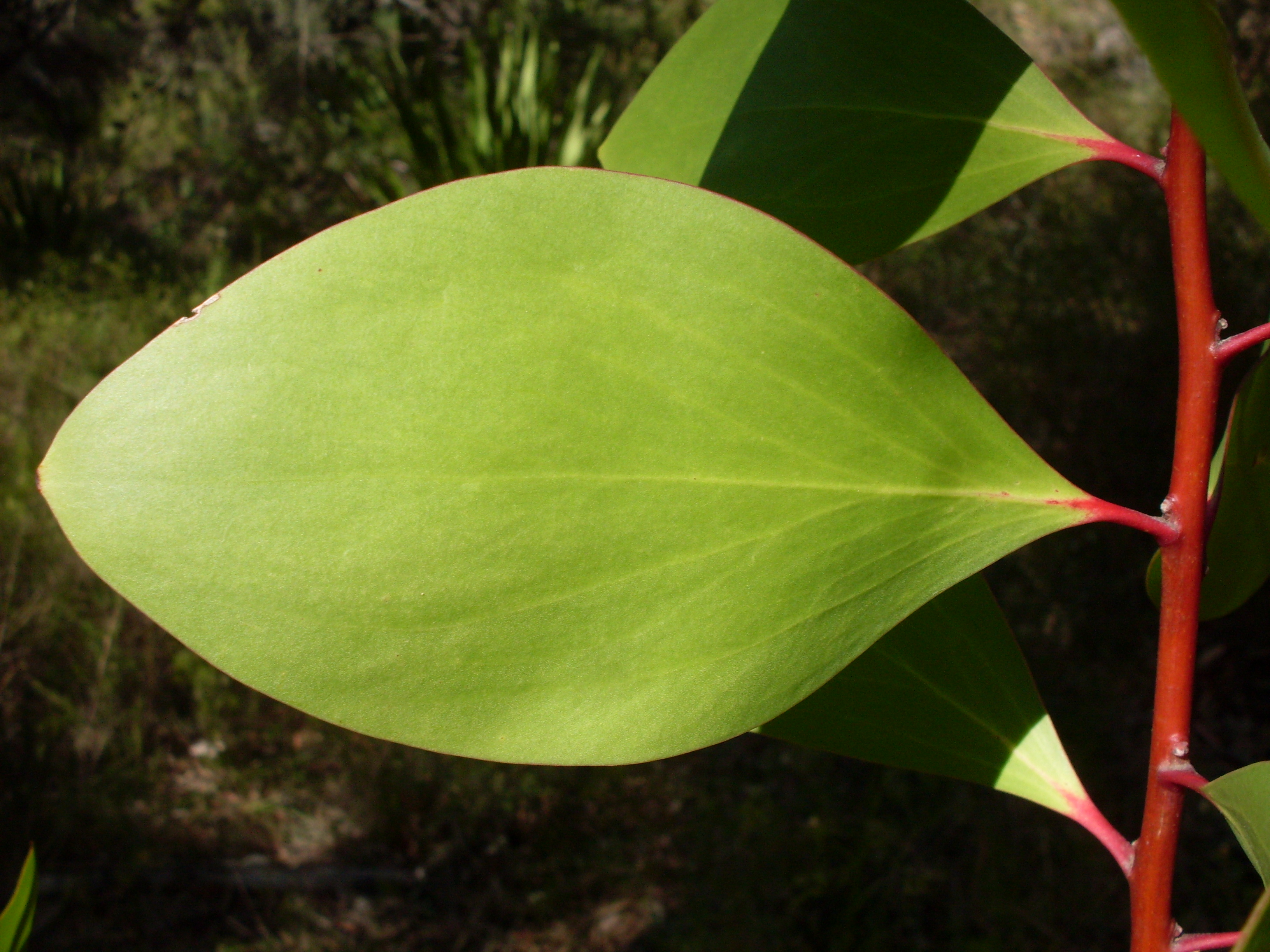
Feuille.
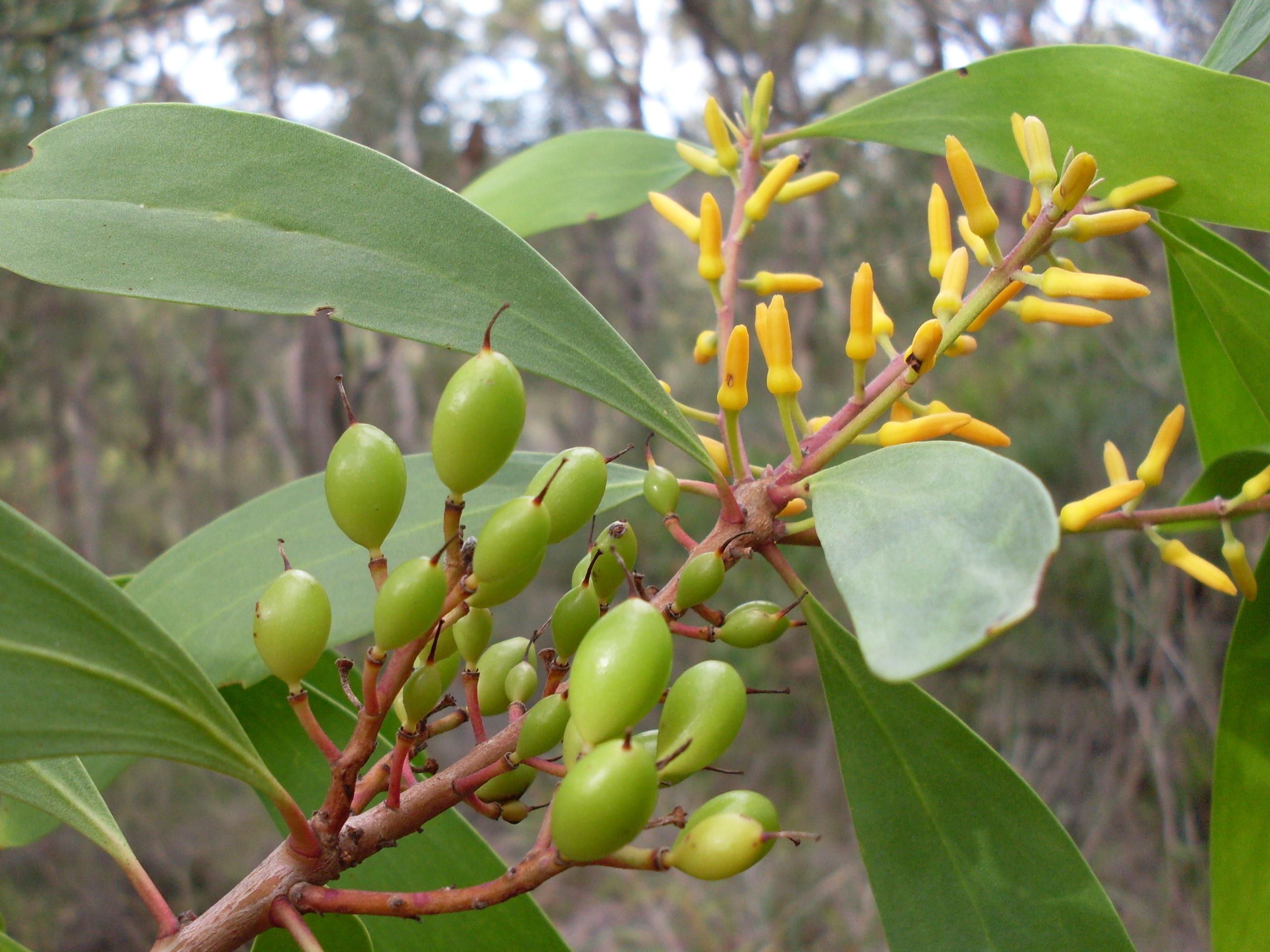
Fruits.